# Overamstel (Amsterdam)
Overamstel is een wijk in Amsterdam en omvat de industrieterreinen Amstel I, Omval en Weespertrekvaartbuurt. De naam van de wijk duidt op de ligging ten opzichte van de Amstel.
Amstel 1 behoort samen met Amstel II tot hetzelfde bedrijventerrein waarbij Amstel I is gelegen in Amsterdam en Amstel II in Amsterdam-Duivendrecht (gemeente Ouder-Amstel). De gemeentegrens liep vrij grillig door het gebied waarbij sommige straten zowel in Amsterdam als in Duivendrecht lagen. In 2006 werd de gemeentegrens opnieuw vastgesteld en kwam te liggen bij het metrostation.Ten zuiden hiervan ligt Amsterdam-Duivendrecht en ten zuiden daarvan Amstel III. 
De wijk is globaal gelegen tussen de Amstel in het westen, de Weespertrekvaart in het oosten, het Amstelstation in het noorden en de grens tussen Duivendrecht en Amsterdam-Zuidoost in het zuiden. De Duivendrechtsevaart biedt een verbinding voor de scheepvaart.
Het bedrijventerrein, dat begin jaren zestig tot ontwikkeling kwam, biedt ruimte aan allerlei soorten bedrijven en lichte industrie. Zo bevond zich in de wijk onder meer de voormalige Bijlmerbajes waarvan één toren is gebleven en wordt geïntegreerd in de wijk Bajeskwartier. Eind jaren tachtig werd de Omval herontwikkeld, waarbij naast een drietal kantoortorens ook luxe appartementen verschenen, waarmee Overamstel ook een woonwijk was geworden.
Op 20 januari 2010 werd het bestemmingsplan Bedrijventerrein Overamstel vastgesteld door de Amsterdamse gemeenteraad. Dit moet het mogelijk maken de oorspronkelijke industrie- en bedrijvenbestemming in het gebied te veranderen in meer lichte bedrijvigheid en creatieve functies. Nu al zijn er ook al bijvoorbeeld uitgaansgelegenheden. Dit sluit aan bij de woonwijk die in het Amstelkwartier wordt gebouwd. Daarbij wordt in het bedrijventerrein overigens geen woningbouw toegestaan, met uitzondering van de aanwezige woonboten in de Duivendrechtse Vaart.

## Plaatsnaam en postcode
Een aantal bedrijven in Duivendrecht had 40 jaar lang toch de plaatsnaam Amsterdam en kreeg een Amsterdamse postcode ondanks de ligging in Duivendrecht, omdat de naam Amsterdam internationaler klinkt. Dit leverde echter onduidelijkheid op bij onder andere de hulpdiensten en de toekenning van vergunningen, en daarom wilde de gemeente Ouder-Amstel de plaatsnaam veranderen in Duivendrecht en een Duivendrechtse postcode toekennen. Na protest van, en in overleg met, de bedrijven heeft Ouder-Amstel besloten om wel een Duivendrechtse postcode in te voeren maar een dubbele plaatsnaam Amsterdam-Duivendrecht, waarmee het grootste bezwaar verdween.

## Openbaar vervoer
In het gebied zijn drie metrostations: Spaklerweg, Overamstel en van der Madeweg. Het gebied kent sinds 1994 geen GVB-busdiensten meer, afgezien van een nachtbus staduitwaarts.
 Abberdaan · Admiralenbuurt · Amstel III · Amsteldorp · Amstelkwartier · Andreas Ensemble · Apollobuurt · ArenAPoort · Bajeskwartier · Banne Buiksloot · Bedrijventerrein Sloterdijk · Bellamybuurt · Betondorp · Bijlmer · Binnenstad · Bloemenbuurt · Borgerbuurt · Borneo · Bos en Lommer · Buiksloot · Buiksloterham · Buikslotermeer · Buiteneiland · Buitenveldert · Bullewijk · Burgwallen Oude Zijde · Burgwallen Nieuwe Zijde · Centrum Amsterdam Noord · Centrumeiland · Chassébuurt · Chinatown · Cremerbuurt (Amsterdam) · Cruquius · Czaar Peterbuurt · Da Costabuurt · Dapperbuurt · De Aker · De Baarsjes · De Bongerd · De Eendracht · De Heining · De Krommert · De 9 Straatjes · De Omval · De Pijp · Diamantbuurt · Driemond · Disteldorp · Dubbele Buurt · Duivelseiland · Duvelshoek · Elzenhagen · Erasmusparkbuurt · Floradorp · Frederik Hendrikbuurt · Funenpark · Gaasperdam · Gein · Geuzenveld · Gibraltarbuurt · Gouden Reael · Gulden Winckelbuurt · Grachtengordel · Haarlemmerbuurt · Hallenkwartier · Haven-Stad · Haveneiland · Havenstraatterrein · Helmersbuurt · Het Funen · Holendrecht · Hoofddorppleinbuurt · Houthaven · IJ-oevers · IJburg · IJdock · IJplein · Indische Buurt · Jan Maijenbuurt · Java-eiland · Jeruzalem · Jeugdland ·Jodenbuurt · Jordaan · Julianapark · Kadijken · Kadoelen · Kattenburg · Kinkerbuurt · KNSM-eiland · Kolenkitbuurt · Kop van Jut · Van der Kunbuurt · Laan van Spartaan · Landlust · Landstrekenbuurt · Lastage · Leidsebuurt · Lutkemeer · Marathonbuurt · Marineterrein · Marken · Marktkwartier · Medisch Centrum Slotervaart · Mercatorbuurt · Middelveldsche Akerpolder · Molenwijk · Museumkwartier · Nellestein · Nieuw Sloten · Amsterdam Nieuw-West · Nieuwe Pijp · Nieuwendam · Nieuwendammerdijk en Buiksloterdijk · Nieuwendammerham · Nieuwezijde · Nieuwmarkt · Noorderhof · Noordoever Sloterplas · Noordse Bos · Olympisch Kwartier · Omval · Ookmeer · Oostelijk Havengebied · Oostelijke Eilanden · Oostelijke Handelskade · Oostenburg · Oosterdokseiland · Oosterparkbuurt · Oostoever Sloterplas · Oostpoort · Oostzanerwerf · Osdorp · Oud Osdorp · Oud-Oost · Oud-West · Oud-Zuid · Oude Pijp · Oudezijde · Overamstel · Overhoeks · Overtoombuurt · Overtoomse Buurt · Overtoomse Veld · Park Haagseweg · Park de Meer · Plan van Gool · Plan West · Plan Zuid · Planciusbuurt · Plantagebuurt · Postjesbuurt · Prinses Irenebuurt · Rapenburg · Reigersbos · Riekerpolder · Rieteilanden · Rietlanden · Rivierenbuurt · Robert Scottbuurt · Roeterseiland · Ruigoord · Schinkel (bedrijventerrein) · Schinkelbuurt · Science Park · Sloten · Sloterdijk · Sloterdijk-Centrum · Slotermeer · Slotervaart · Sluisbuurt · Spaarndammerbuurt · Spieringhorn · Sporenburg · Sportheldenbuurt · Staatsliedenbuurt · Stadionbuurt · Steigereiland · Strandeiland · Teleport · Transvaalbuurt · Trompbuurt · Tuindorp Buiksloot · Tuindorp Buiksloterham · Tuindorp Nieuwendam · Tuindorp Oostzaan · Tuttifruttidorp · Van Tijenbuurt · Uilenburg · Universiteitskwartier · Valkenburg · Van der Kunbuurt · Van der Pekbuurt · Van Lennepbuurt · Venserpolder · Vlooienburg · Vogelbuurt · Vogeldorp · Vogeltjeswei · Volewijck · Vondelparkbuurt · Vrije Geer · Waalseiland · Watergraafsmeer · Waterlandpleinbuurt · Waterwijk · Weesp · Weesperbuurt · Weespertrekvaartbuurt · Weesperzijde · Westelijke Eilanden · Westelijke Tuinsteden · Westerdokseiland · Westerpark · Westpoort · Willemspark · Wittenburg · Zeeburg · Zeeburgereiland · Zeeheldenbuurt · Zuidas · Zuideramstel